# التحصينات الدفاعية في جنوبي بلاد الشام خلال العصر البرونزي المتوسط
في هذا المقالة سوف نستعرض التحصينات خلال العصر البرونزي المتوسط.

## تاريخ الأنظمة الدفاعية في فلسطين
يبدو أنه وحتى الوقت الحالي لم يتم العثور ألا على سور يحيط بمدينة أريحا ويعود للعصر الحجري الحديث الفخاري، أما خلال العصر الحجري النحاسي كشفت التنقيبات الأثرية في عين الجدي عن جدار مبني من الحجارة يفصل المعبد عن المنطقة السكنية.
فيما بعد أصبح بناء الأسوار يحيط بالمدينة بدلا من عمليات الفصل السابقة، وربما كان هذا دليل على بداية انتقال الناس من السيطرة الدينية وحكم رجال الدين إلى حكم الأمراء والشيوخ.
أما مع بداية العصور البرونزية فقد أصبحت مدن العصر البرونزي المبكر محاطة بأسوار دفاعية سميكة، مثل تل تعنك وتل المتسلم وأريحا ورأس العين وتل الحسي وتل الفارعة الشمالي (كفافي1999: 63-64).
أولا: الأسوار في فلسطين خلال العصر البرونزي المتوسط:
بقيت عملية أحاطت المدن بأسوار مستمر في هذا العصر، ولكن الأسوار في هذا العصر تميزت بقلة سماكتها مقارنة مع سماكة أسوار العصر البرونزي المبكر، ويعتقد أن الطبيعة الجغرافية للموقع أو المدينة هي التي تحدد النظام التحصيني الذي يجب أن يتبع فيها (كفافي1999: 64-65).
و لكن عمليات التحصين زادت في هذا العصر، وبلغت مساحة كل مدينة حوالي 50 فدنا وأكثر، وبلغ عدد الناس الذين يعيشون داخل المدن المحصنة 65% (ياسين1991: 120).
و كانت العادة في العصر البرونزي المتوسط أن يبنى السور من الطوب اللبن والأساسات من الحجارة (ياسين1991: 127).
ثانيا: البوابات في فلسطين خلال العصر البرونزي المتوسط:
كيف يمكن أن تحاط المدن بالأسوار دون أن يكون لها بوابات لدخول والخروج منها، فإذا هذه أول وظيفة للبوابات ومن وظائفها الأخرى أنها تغلق أثناء الحروب ولحماية من هجمات الأعداء، كانت البداية الأولى لظهور البوابات في العصر الحجري النحاسي، فقد ظهرت البوابة بشكل ممر ضيق، ثم تتطور بناء البوابات ليتناسب مع مخطط المدينة والسور التابع لها، فنجد البوابة في العصور البرونزية بدأت تأخذ طرازا جديدة في العمارة فتنوعت طرز بناءها، وقد تم بناء أبراج ترتبط مع البوابة بمستوى أعلى من مستوى البوابة ذاتها، وقد تم تخصيص حجرات الحرس داخلها.
و قد بين علماء الآثار أن البوابات أخذت الطابع السوري وكذلك مدن آسيا الصغرى (ياسين19991: 127).
و من الأشكال البوابات التي ظهرت في العصر البرونزي المتوسط، البوابة ذات ثلاثة مداخل أو بوابة (الحصن) وهي الأكثر انتشارا، والبوابة ذات المدخل المنحني، والبوابات ذات الغرفة الواحدة (كفافي1999: 91- 93).
ثالثا: المنحدرات الترابية في فلسطين خلال العصر البرونزي المتوسط:
تعتبر المنحدرات الترابية من التحصينات الدفاعية التي أنشأها سكان المدن في العصر البرونزي، ولكن علماء الآثار ما زالوا يختلفون على هذا المسمى الدفاعي، ومن أين جاء إلى منطقتنا؟
و لكن الدراسات التي أجرها بتري أثناء التنقيب الأثري في موقع تل اليهودية في دلتا مصر، بينت أن عمل المنحدر الذي يحيط بالموقع دفاعي وقد كان المنحدر مغطى بطبقة قصارة بيضاء، وقد أرجع هذا النظام إلى جماعة الهكسوس التي تأخذت من التل معسكرا لها (كفافي1999: 75).
و نجد أن وظيفية المنحدر تختلف من المناطق المرتفعة عنها في المناطق المنخفضة، فتكون وظيفة المنحدر في المناطق المنخفضة تحديد حدود المدينة، أما في المناطق المرتفعة فله دور معماري في توسيع رقعة قمة التل (كفافي1999: 88- 90).
و أحيانا يتم أحاطت الأسوار بهذه المنحدرات، ويلي المنحدر خندق لمزيد من الحماية، ويضاف إلى وظائف المنحدر الترابي حماية الأسوار من الانهيار، كما أن العربات تصعب عليها اجتيازها (ياسين1991: 127).

## تل المتسلم (مجدو)
اعتبرت مجدو من المدن الفلسطينية المهمة والتي تقع في منطقة الجبلية جغرافيا وذلك لوقعوها على الطريق التجاري الواصل بين الساحل الفلسطيني وغور الأردن، كما أنها ذكرت في وثائق الفرعون تحتمس الثالث وقد كانت مركز الثورة ضد السيادة المصرية في عهد المملكة الحديثة المصرية، لذلك شهد اهتماما كبيرا من الدارسين والمهتمين في هذه الفترة، وشهد الموقع أيضا تنقيب أثري من قبل الألمان منذ بدايات القرن العشرين ومعهد الآثار الشرقية في شيكاغو وأخيرا الجامعة العبرية في القدس.
الأسوار:

يظهر في المخطط الأسوار والبوابة والأبراج

فقد عثر على أسوار تعود إلى العصر البرونزي المتوسط في السوية رقم 13 والذي يرجع إلى عام 1850 ق.م، وبني السور على أساسات حجرية بعمق 50سم ولكن السور مبني من مادة الطوب، وقد دعم السور من الخارج بدعامات تبعد الواحدة عن الأخرى حوالي 3م (كفافي1999: 66). وقد اتصل بالسور أبراج (ياسين1991: 124).
و لكن هذا السور شهد تطورات عبر الزمن تمثلت في السوية 12 والتي تؤرخ إلى (1850- 1730 ق.م)، تم تعريض الجدار ليصل عرضه بضعفين العرض السابق، ووصل السور إلى ارتفاع 4م، وابتعدت الدعائم عن بعضها بمسافة 5م.
و في السوية 11 والتي تؤرخ إلى (1700- 1650 ق.م) بقي السور مبني من أساسات حجرية ومادة البناء الطوب، ويرتبط بالسور دعامات من الخارج ويبلغ ارتفاع الدعامة الواحدة 1.50 م، بالإضافة إلى البروزات من الداخل تتمثل بدعم السور من الداخل، ويوجد خارج السور منحدر ترابي (كفافي1999: 67).
بوابة سور تل المتسلم (مجدو):

فيتصل بالسور بوابة ضخمة وجدت البوابة ذات المدخل الثلاثي في السوية العاشرة (10)، ويتصل بها مجموعة من الأبراج وقد بلغت أبعادها (10*6م)، وقد استمر استخدامها حتى نهاية العصور البرونزية (كفافي1999: 103).
و تميزت البوابة الثانية والتي تم العثور عليها ي السوية 13 أنها من البوابات المنحنية، وقد بنيت من مادة الطوب فوق أساسات حجرية، والبوابة عبارة عن مدخلين ضيقين ويحيط بها برجين يبرزان عن مستوى الحائط، وقد عثر داخل البوابة على أثار لسلالم كانت تؤدي إلى سطح البوابة، وكان الدخول إلى المدينة يتم بشكلا منحني فيمر الداخل إلى مدينة تل المتسلم عن طريق غرفة مستطيلة الشكل ثم يمر عبر ممر ضيق إلى وسط المدينة، ولكن وجود الدرج دليل أن البوابة استخدمت للمارة والدواب فقط، وتؤرخ البوابة إلى الفترة الواقعة ما بين (1850 – 1750 ق.م)، وهذا النمط المعماري للبوابات فريد من نوعه في فلسطين أبان هذه الفترة (كفافي1999: 94).
و هنالك مثال يعود للآثار الإسلامية إلى زمن العباسيين مشابه لهذا النمط المعماري للبوابة وهو مدخل مدينة بغداد (دار السلام) في العراق.

## أريحا
و هي المدينة المعروفة بتاريخيها القديم والعظيم واعتبرت المرجع الأساسي لدراسة العصور القديمة في فلسطين وبلاد الشام عامة، وتقع ضمن مواقع غور الأردن القليلة في هذه الفترة، وقامت الأثارية كاثلين كنيون البريطانية (Kenyon) بالتنقيب فيها منذ (1952- 1958 م).
الأسوار:
تم إحاطة أريحا بجدارين متوازيين بنيا بواسطة الطوب اللين، قطعا بواسطة جدران لتكون الغرف محصنة فوق المنحدر الترابي الذي يحيط المدينة من الخارج.
و قد استخدموا الطوب ذو الشكل المستطيل كمادة أساسية في بناء الأسوار، ولتثبيت الطوب تم استخدام الطين كمادة لصق أو كملاط (كفافي1999: 71-72).
المنحدر الترابي:
يعتبر المنحدر الترابي في أريحا جزاء من التحصينات التي تحيط بالمدينة في العصر البرونزي المتوسط، وقد أحيطت المدينة بمنحدر ترابي وأحيط المنحدر بخندق ويربط علماء الآثار هذا النوع من التحصينات بالهكسوس.
و قد بني المنحدر الترابي على ثلاثة مراحل جاءت كالتالي:
في المرحلة الأولى والثانية غطى المنحدر بطبقة من القصارة.
أما في المرحلة الثالثة فقد أحيط المنحدر بجدار استنادي كبير، وتم أحاط المنحدر في المرحلة الأولى والثانية أيضا بجدار استنادي.
و تختلف تفاصيل المنحدر من الجهات الأربع، وذلك بسبب التوسع العمائر (المعماري) للمدينة، ويضاف إلى المنحدر الترابي وظيفة أخرى غير وظيفته الدفاعية وذلك لزيادة مساحة السكن بسبب زيادة السكان داخل أريحا (كفافي1999: 84-85).

## تل القاضي (دان)
و هو من مواقع وادي غور الأردن، نسبة إلى مواقعها الجغرافي ذو الطابع الاستراتيجي فتميزت بكونها مركزا تجاريا مهم يربط ما بين سوريا وبلاد ما بين النهرين، وقد وردت في عدد من وثائق التاريخية المكتوبة حيث وردت في أرشيف مدينة تل الحريري.
و لكن المدينة تل القاضي لم تحاط كغيرها من مدن العصر البرونزي المتوسط بسور إنما تم أحاطتها بمنحدر ترابي كونه يعد أحد التحصينات الدفاعية.

المنحدر الترابي

و قد تم بناء المنحدر باستخدام تقنية معينة وذلك بسبب موقعها الجغرافي وتم البناء كالتالي:
1- جوف المنحدر منطقة مليئة بالحجارة غير مشذبه ويصل إلى 38 درجة.
2- تم استخدام أنواع مختلفة من التربة لعمل المنحدر وتكونت التربة من: الحصى النهرية، وتربة سرير الوادي، وتم أعادة استخدام مواد تعود إلى العصر البرونزي المبكر.
3- تم تغطية هذه الطبقات بطبقة من القصارة البيضاء.
و يؤرخ هذا المنحدر إلى منتصف القرن الثامن عشر (1750) قبل الميلاد (كفافي1999: 83).

## عكا
تعتبر عكا من مدن الساحل الفلسطيني الواقعة على البحر الأبيض المتوسط، وقد أحيطت المدينة البحرية بنظام تحصيني بقي مستمر في العصور اللاحقة التي مرت بها المدينة والتي يمكن هنا اعتبرها أحد مراكز التواصل التجاري البحري (ياسين1991: 125).
المنحدر الترابي:
أحيط الموقع بمنحدر ترابي وقد تكون المنحدر من مادة الطين الأحمر (تربة البحر الأبيض المتوسط)، وقد ازدادت مساحة المنحدر من بعض الجهات مع مرور الزمن، وقد ارتبط المنحدر مع بوابة (كفافي1999: 78).
البوابة:

البوابة البحرية من عكا

كما تم ذكر سابقا أن البوابة ارتبطت بالمنحدر الترابي الذي يحيط المدينة، وبنيت البوابة من الطوب فوق الأساسات الحجرية، وجاء مخطط البوابة على النحو التالي:
الجزء الجنوبي كان عبارة عن غرفة البوابة وأبعادها (8.25 * 7 م)،و قد رافق هذا الجزء غرفة للحرس، أما الجزء الشمالي عبارة عن ممر ضيق يبلغ عرضه (1.75 م)، وتتقدمه درجتين وقد بني هذا الجزء من الحجارة الغير مشذبة، تم تغطية الأرضية بطبقة من الطين، وغطت الجدران الداخلية بطبقة من القصارة الحمراء، وتعد هذه البوابة من أقدم البوابات في فلسطين التي ترجع إلى العصر البرونزي المتوسط (كفافي1999: 95- 96).
المناطق المكتشفة في الأردن التي تعود إلى العصور البرونزية قليلة مقارنة مع غيرها من مواقع الفترات الزمنية أو التاريخية الأخرى، من هنا نجد أن معلوماتنا عن هذه الفترة بالذات قليلة، ولكن ما زالت عمليات البحث الأثري والاكتشافات مستمرة حتى اليوم، تباينت الطبيعة الجغرافية في الأردن كما ذكرنا سابقا وبذلك تنوعت طبيعة المواقع الأثرية وطبيعة الأنظمة الدفاعية التي تحيط بالمدن.
و لكن هنا لن نأتي بتفصيل على ذكر كل نظام تحصيني دفاعي على حدا، وذلك لأن التحصينات الدفاعية في الأردن وفلسطين متشابه إلى حدا ما، وسيتم التطبيق مباشرة على المدن أو المواقع المنتشرة في الأردن.

## مدينة جاوه
تقع مدينة جاوه في بادية الشام، ما بين الحدود الأردنية السورية، وتعتبر جاوه من أوائل مدن العصر البرونزي المبكر في المنطقة، وقد تم بناؤها في منطقة صحراوية شحيحة المياه مما أعطها ميزة خاصة، وقد بنيت مدينة العصر البرونزي المتوسط على أطلال مدينة العصر البرونزي المبكر التي هجرت كليا في السابق (ياسين1991: 145).
قلعة جاوه:

رسم تخيلي لبوابة جاوه

تذكر الدراسات الأثرية حول المدينة أن السور يعود إلى المرحلة الأولى من العصر البرونزي المتوسط، وبنيت القلعة فوق أعلى قمة في الموقع وتصل أبعادها إلى (26 م * 18 م)، واستخدمت الحجارة البازلتية كمادة أساسية في البناء وهذا طبيعي كون الموقع يقع في منطقة البراكين القديمة فسوف تكون هذه هي طبيعة الصخرية للموقع، وتنقسم إلى مجموعة من الغرف صغيرة المساحة والتي تربط بينها بوابات ضيقة قليلة الارتفاع، ويعتقد أن جزءا من البناء كان يتألف من طابقين والسبب في هذا الاعتقاد أن بعض الجدران كانت تحمل مداميك تدل بطبيعة الحال أنها تعود لطابق ثاني (كفافي2006: 208- 209).

## طبقة فحل
بيلا كما يرد اسمها في العصر الهلينستي، تقع طبقة فحل ضمن منطقة غور وادي الأردن، تظهر أهمتها في العصر البرونزي من خلال علاقاتها التجارية مع مصر، وذكرها في الوثائق المصرية (كفافي1999: 85 – 86). ويعود أول استقرار بشري في الموقع إلى أوائل الألف الرابع قبل الميلاد، ويبدو أن المدينة قد بنيت فوق تل صناعي يطل غربا على مدينة بيسان في فلسطين (ياسين1991: 144- 145).
سور المدينة :

مخطط يبين جزء من سور مدينة طبقة فحل

كشفت التنقيبات الأثرية عن وجود سور يحيط بالمدينة يعود إلى المرحلة الأولى من العصر البرونزي المتوسط، واستخدمت مادة الطوب لبناء السور وكانت أساسات السور حجرية، وقد تخلل السور بوابة، ولكن السور تم التعدي عليه في فترات لاحقة بسبب زيادة في أعداد السكان والنمو الحضاري في الموقع (كفافي2006: 212).

## سحاب
تقع سحاب في وسط الأردن وتعتبر كحد فاصل بين المرتفعات الجبلية والصحراء، وكشفت التنقيبات الأثرية أن الموقع قد استوطن في العصر البرونزي المتوسط. وتذكر المصادر القديمة أن الموقع قد احتل مكاناً مهماً بين دويلات المدن في العصر البرونزي المتوسط، فقد كان المكان الذي يدرأ خطر القبائل الصحراوية عن سكان المدن المرتفعة.

### سور المدينة
اعتبر موقع سحاب حصناً منيعاً، وتم أحاط الحصن بسور وتم إضافة منحدر ترابي أمامه، وقد بني من الحجارة وكذلك الحصن نفسه.

## هوامش
1. ↑  كفافي1999: 63-64
2. ↑  كفافي1999: 64-65
3. ↑  ياسين1991: 120
4. 1 2  ياسين1991: 127
5. ↑  ياسين19991: 127
6. ↑  كفافي1999: 91- 93
7. ↑  كفافي1999: 75
8. ↑  كفافي1999: 88- 90
9. ↑  كفافي1999: 66
10. ↑  كفافي1999: 67
11. ↑  كفافي1999: 103
12. ↑  كفافي1999: 94
13. ↑  كفافي1999: 71-72
14. ↑  كفافي1999: 84-85
15. ↑  كفافي1999: 83
16. ↑  ياسين1991: 125
17. ↑  كفافي1999: 78
18. ↑  كفافي1999: 95- 96
19. ↑  ياسين1991: 145
20. ↑  كفافي2006: 208- 209
21. ↑  كفافي1999: 85 – 86
22. ↑  ياسين1991: 144- 145
23. ↑  كفافي2006: 212
24. ↑  كفافي1999: 85
25. 1 2  ياسين1991: 144